# Ritorno (film 1932)
Ritorno (Letty Lynton) è un film del 1932, diretto da Clarence Brown.

## Produzione
Il film fu prodotto dalla Metro-Goldwyn-Mayer (MGM).

## Distribuzione
Distribuito dalla Metro-Goldwyn-Mayer (MGM) il film fu presentato in prima il 30 aprile 1932 per uscire poi nelle sale cinematografiche USA il 14 maggio.